# Trond Iversen
Trond Iversen (Drammen, 22 marzo 1976) è un ex fondista norvegese, specialista delle gare sprint.

## Biografia
In Coppa del Mondo ha esordito l'8 marzo 2000 nella sprint a tecnica classica di Oslo, ottenendo subito il primo podio (3°); ha conquistato la prima vittoria il 6 gennaio 2002 nella sprint a tecnica libera della Val di Fiemme. Ha vinto la classifica di sprint nel 2002; nel 2007 si è piazzato secondo e nel 2005 terzo.
In carriera ha preso parte a due edizioni dei Giochi olimpici invernali, Salt Lake City 2002 (6° nella sprint) e Torino 2006 (17° nella sprint) e Vancouver 2010 (17° nella 50 km, 2° nella staffetta) e a una dei Campionati mondiali, Oberstdorf 2005 (9° nella sprint).
Ha lasciato il circuito di Coppa del Mondo nel 2009 e l'anno dopo si è ritirato dall'attività agonistica.

## Palmarès

### Coppa del Mondo
- Miglior piazzamento in classifica generale: 12º nel 2002
- Vincitore della Coppa del Mondo di sprint nel 2002
- 9 podi (7 individuali, 2 a squadre)::
  - 3 vittorie (2 individuali, 1 a squadre)
  - 3 secondi posti (individuali)
  - 3 terzi posti (2 individuali, 1 a squadre)

#### Coppa del Mondo - vittorie
| Data            | Luogo         | Paese    | Disciplina                               |
| --------------- | ------------- | -------- | ---------------------------------------- |
| 6 gennaio 2002  | Val di Fiemme | Italia   | Sprint TL                                |
| 16 marzo 2005   | Göteborg      | Svezia   | Sprint TL                                |
| 23 ottobre 2005 | Düsseldorf    | Germania | Sprint a squadre TL (con Johan Kjølstad) |

Legenda:

TC = tecnica classica

TL = tecnica libera